# Sloughi
Sloughi phát âm như xlughi là một giống chó săn Châu Phi (Bắc Phi) thuộc dòng chó săn đuổi, dòng chó này có quan hệ với dòng chó Azawakh nhưng nó không phải là Saluki. Sloughi được công nhận từ năm 1935, thuộc nhóm 10 – chó săn đuổi, phân nhóm 3 là chó săn đuổi lông ngắn. Chúng cũng đã được công nhận bởi nhiều hiệp hội chó giống trên thế giới.

## Lịch sử

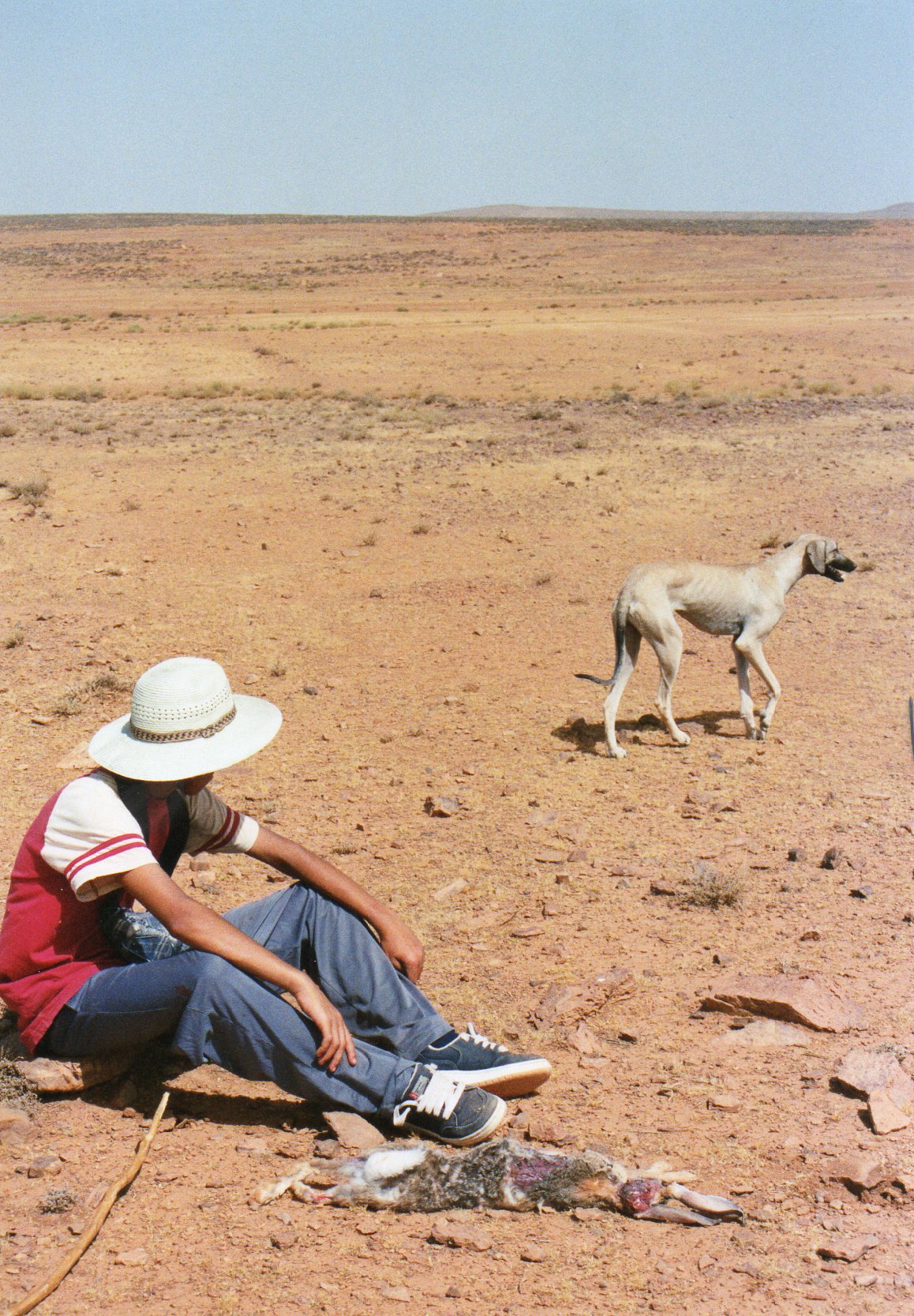
Một con chó xlughi săn thỏ cho người chủ của mình

Sloughi có nguồn gốc từ Bắc Phi như Maroc, Algérie, Tunisia và Libya, Sloughi đã tồn tại qua nhiều thế kỷ ở vùng Bắc Phi. Sloughi được nhân giống một cách cẩn thận ở Ả Rập từ lâu, dùng để săn những con linh dương trên sa mạc Ba Tư cổ xưa, giống Saluki mình thuông dài trước đây đã tồn tại gồm 16 giống khác nhau. Ngày nay, phần lớn chó Sloughi còn lại ở Maroc được đánh giá là phù hợp với tiêu chuẩn. Chó Sloughi chỉ có một dạng lông ngắn duy nhất. Chúng là chó săn của người Berber và Bedouin.
Trong quá khứ, chúng được dùng để săn thỏ hoang, cáo ở vùng sa mạc, linh dương gazen, cả loài linh dương gazelle lớn trên núi, đà điểu châu Phi, linh cẩu và chó hoang. Ngày nay, chúng chỉ còn được dùng để săn thỏ, cáo sa mạc, thỉnh thoảng dùng để săn linh dương gazen và bảo vệ súc vật khỏi đám chó hoang. Ở Tunisia, người ta cho rằng, những con chó Sloughi, hoặc những con chó lai có dòng máu Sloughi có thể đuổi được chó hoang. Trong xã hội của người dân châu Phi, Sloughi có vai trò rất quan trọng đối với người chủ của chúng, chúng được chăm sóc cẩn thận.

## Đặc điểm
Nòi chó sloughi còn hiện diện ở đảo Crète, ở Hy Lạp, Tây Ban Nha, cả quần đảo Anh quốc và ở vùng Bắc Phi

### Hình dáng
Về ngoại hình, chúng có ngoại hình thon gọn và trông có vẻ gầy gò. Thân hình chúng cong nhẹ, hài hòa, xương hông lộ rõ, nhô lên cao bằng hoặc hơn một chút so với vai, lưng ngắn, thẳng gần như nằm ngang. Lộ xương, rộng và xiên, nhưng không quá nhô ra sau. Lồng ngực dài ra sau. Xương sườn phẳng. Mỏng mảnh, như một đường kéo dài tiếp sau mông và hạ thấp hơn đường sống lưng. Với chó đực, chiều cao lý tưởng là 70 cm, chiều dài từ u vai tới khấu đuôi khoảng 67–68 cm. Với chó cái, chiều cao lý tưởng là 65 cm và chiều dài khoảng 62–63 cm. Chó đực cao 26-29 inche (66–72 cm), Chó cái 24-27 inche (61–68 cm).

### Tập tính
Chó Sloughi có một thị lực rất tốt, chúng nhìn và đuổi theo những gì chuyển động, cho dù có ở rất xa. Chúng có thể chạy tốc độ cao, ổn định trên những quãng đường dài và săn trong những khoảng không gian rộng mở. Mặc dù là giống chó săn đuổi, nhưng khứu giác của chúng cũng khá tốt. Sloughis cũng là một giống chó có thể dùng để canh gác. Chúng luôn đề phòng với người lạ, rất trung thành với chủ. Là một giống chó săn của sa mạc, Sloughi không thích thú với không khí ẩm ướt và lạnh. Người Bedouin thường có chăn để ủ ấm cho chúng, chống lại cái lạnh của sa mạc vào ban đêm.